# José Joaquín Fernández de Lizardi

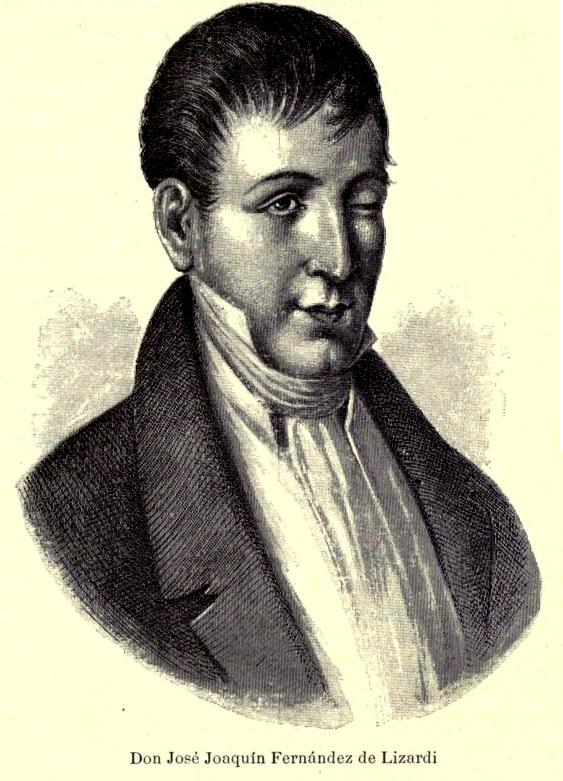
José Joaquín Fernández de Lizardi

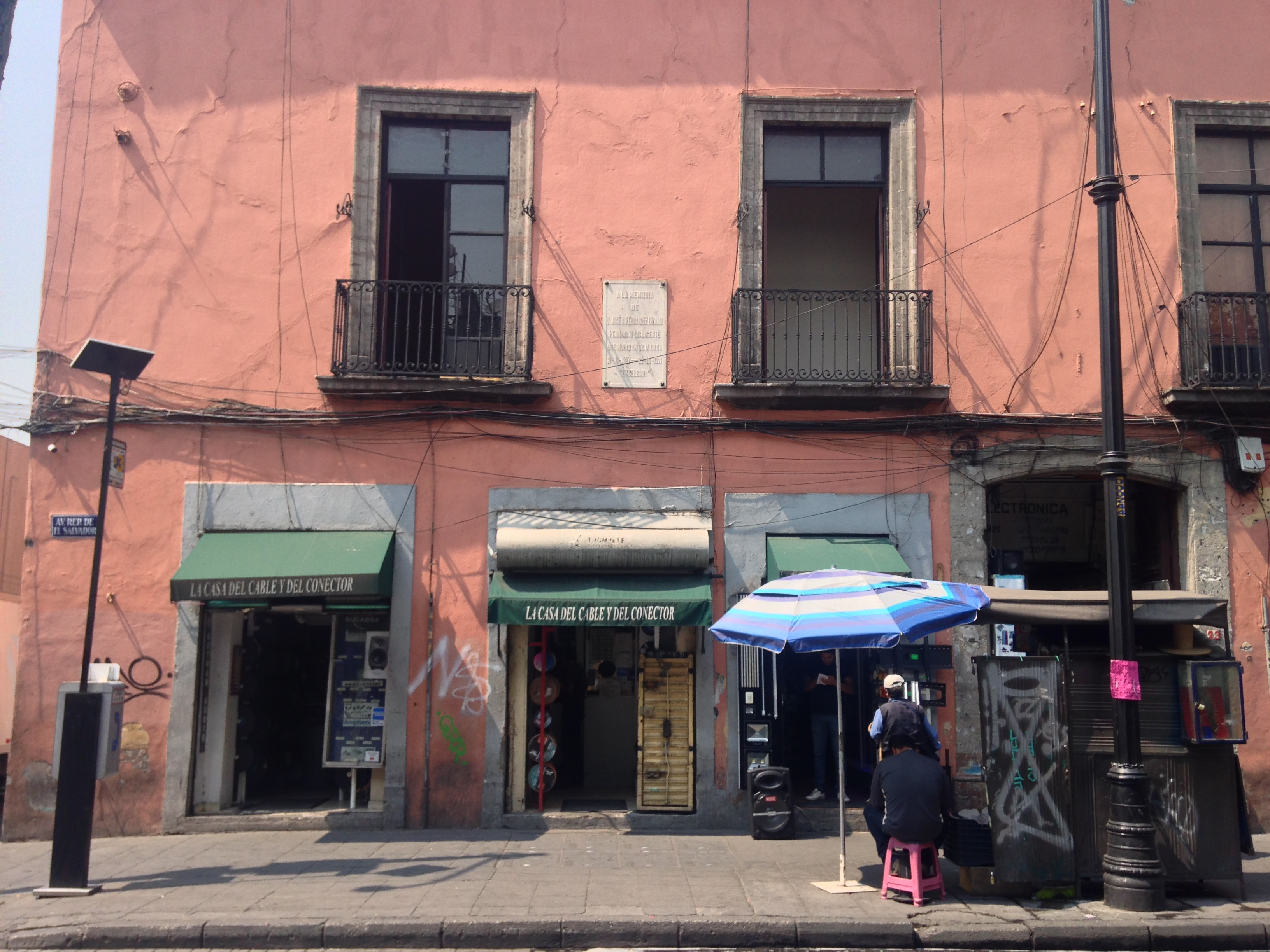
Huis waar sterf José Joaquín Fernández de Lizardi, Mexico Stad

José Joaquín Fernández de Lizardi (Mexico-Stad, 15 november 1776 - aldaar, 27 april 1827) was een Mexicaans satirisch schrijver en dichter. Hij wordt beschouwd als de eerste Latijns-Amerikaanse literaire schrijver.
Hij begon zijn literaire carrière in 1808 met een gedicht over Ferdinand VII van Spanje, nadat deze door Napoleon afgezet was. Toen de Mexicaanse Onafhankelijkheidsoorlog uitbrak in 1810 was hij bestuurder in Taxco. Hij steunde zowel de opstandelingen als de Spanjaarden. Hij was voor onafhankelijkheid voor Mexico maar was tegen het bloedvergieten dat gepaard ging met de onafhankelijkheidsstrijd, dus hij wilde de burgers van Taxco zo veel mogelijk ellende besparen. Nadat Taxco weer door de Spanjaarden werd ingenomen werd Fernández een tijdje gevangengezet, omdat hij met de rebellen geheuld zo hebben. Hij werd al snel weer vrijgelaten maar was zijn positie en bezittingen kwijtgeraakt.
Toen de Spaanse grondwet van 1812 werd aangenomen, die enige persvrijheid verschafte, richtte hij direct het tijdschrift El Pensador Mexicano (De Mexicaanse Denker) op. In dat tijdschrift bekritiseerde hij de vicekoninklijke overheid en uitte hij Verlichtingsdenkbeelden. In de negende uitgave viel hij openlijk de vicekoning aan, waarna hij gearresteerd werd. Tot ergernis van de onafhankelijkheidsstrijders wilde hij nog steeds niet openlijk de kant van hen kiezen, en hij publiceerde zelfs een gedicht ten gunste van de vicekoning, omdat hij verwachtte dat deze hem vrij zou laten, wat ook gebeurde.
In 1814 werd de grondwet weer teruggedraaid, waardoor hij overschakelde op literaire werken. Hij begon onder andere aan het schrijven van zijn bekendste boek, El Periquillo Sarniento (De Schurftige Papegaai). Dit boek werd in delen uitgegeven. Hij kon echter maar drie delen uitbrengen, het vierde werd door de censuur tegengehouden. In deze tijd schreef hij ook Fábulas, Noches tristes, La Quijotita y su prima en Don Catrín de la Fachenda.
In 1820 werd de liberale grondwet weer ingesteld, waardoor Fernández terugkeerde naar journalisme, maar hij werd weer gearresteerd. Na de Mexicaanse onafhankelijkheid (1821) verschenen de meeste van zijn boeken voor het eerst geheel. Hij overleed in 1827 aan tuberculose. Omdat hij uit een arme familie kwam werd hij anoniem begraven, zonder de tekst die hij op zijn grafsteen wilde: "Hier ligt de Mexicaanse denker, die voor zijn land het beste deed wat hij kon".
- Bibsys: 90624097
- Biblioteca Nacional de España: XX1055516
- Bibliothèque nationale de France: cb12104724h (data)
- Catàleg d'autoritats de noms i títols de Catalunya: 981058512822906706
- Gemeinsame Normdatei: 118683365
- International Standard Name Identifier: 0000 0001 0905 4329
- Library of Congress Control Number: n50029989
- Nationale Bibliotheek van Tsjechië: ola2003162776
- Nationale Bibliotheek van Israël: 987007279614705171
- Nederlandse Thesaurus van Auteursnamen: 069339015
- LIBRIS: 266538
- SNAC: w64b4w4k
- Système universitaire de documentation: 029414164
- Trove: 1091761
- Virtual International Authority File: 59113203
- WorldCat: E39PBJjhxrY4dqTDxrtYTmjDMP